# وای‌پی‌اف

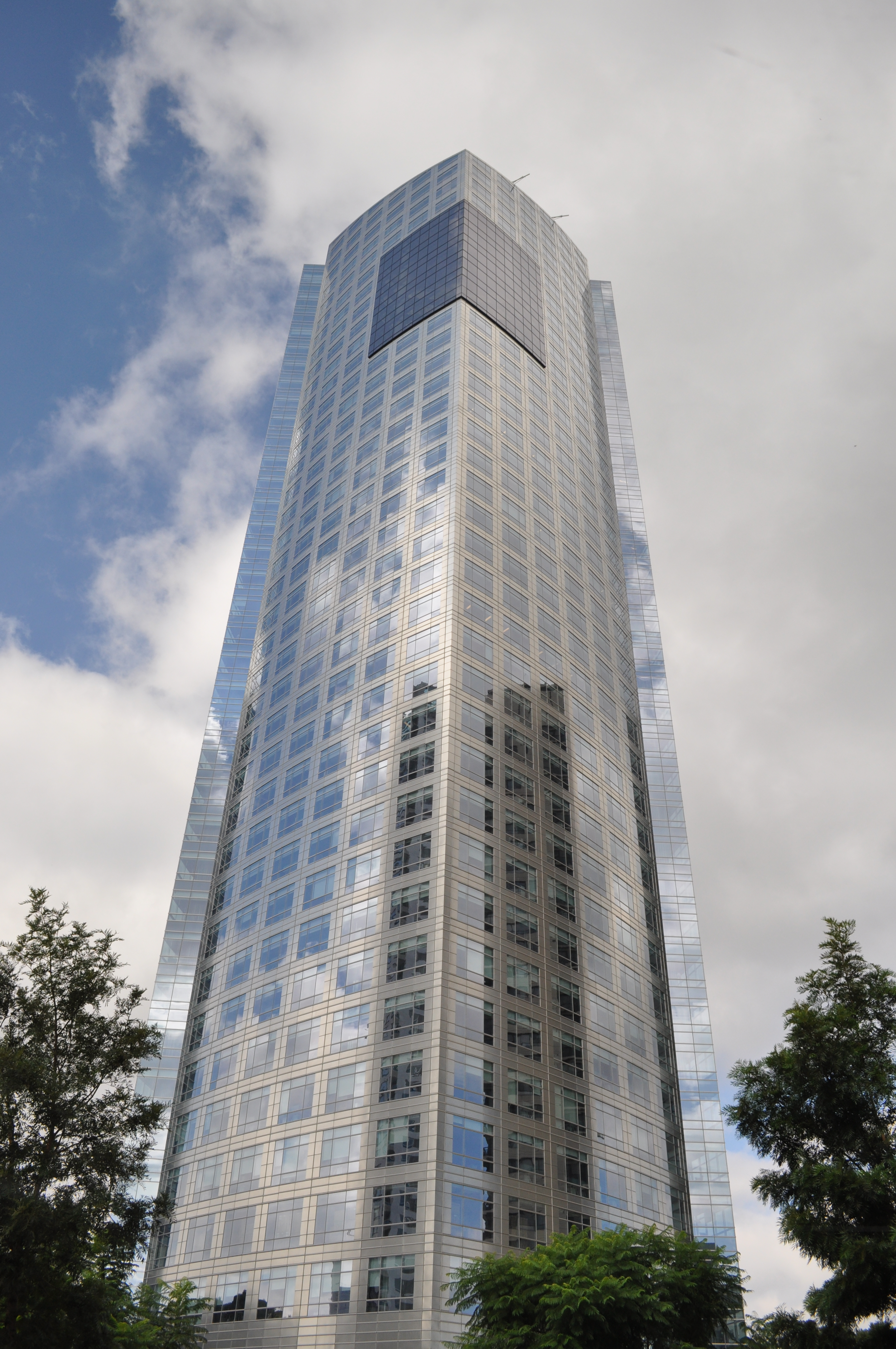

وای‌پی‌اف (به انگلیسی: YPF) شرکت انرژی آرژانتینی (به اسپانیایی: Yacimientos Petrolíferos Fiscales) و اولین شرکت نفتی دولتی در جهان می‌باشد. این شرکت توسط انریکه موسکونی که از طرفداران استقلال اقتصادی بود، در سال ۱۹۲۸ و در پی ملی شدن منابع نفتی این کشور تأسیس شد. البته ملی شدن صنعت نفت، هیچگاه عملاً در آرژانتین به اجرا در نیامد، زیرا دو سال بعد کودتای نظامی ۱۹۳۰ به‌وقوع پیوست و هیپولیتو یریگوین به قدرت بازگشت.
شرکت وای‌پی‌اف در سال ۱۹۹۳ خصوصی شد و در سال ۱۹۹۹ توسط شرکت نفتی اسپانیایی؛ رپسول خریداری گردید. این شرکت نفتی آرژانتینی بار دیگر در سال ۲۰۱۲ ملی شد. این بار توسط رئیس جمهور آرژانتین؛ کریستینا فرناندز د کیرشنر، ۵۱٪ از سهام این شرکت خریداری گردید.